# 大灰狼罗克
大灰狼罗克，是中国童话大王郑渊洁笔下的人物，《大灰狼罗克》由228个独立的童话故事组成，是郑渊洁笔下著名的童话人物，现已注册为商标。
- 《大灰狼罗克》收录于郑渊洁童话全集